# Agustín Alcántara
Agustín Alcántara (* 18. September oder 18. Dezember 1946 in Celayita, Mexiko; † 25. Februar 1979 in Camagüey, Kuba) war ein mexikanischer Straßenradrennfahrer.
Alcantára war in Mexiko neben Jacinto Brito und Radamés Treviño einer der Radsport-Pioniere des Landes. Der 1,76 m große Mexikaner galt insbesondere als Spezialist für Bergetappen. 1966 gewann er die Mannschaftsverfolgung bei den Zentralamerika- und Karibikspielen. Bei den Panamerikanischen Spielen 1967 belegte er jeweils den zweiten Platz in der Mannschaftsverfolgung über 4000 Meter auf der Bahn gemeinsam mit Radamés Treviño, Adolfo Belmonte, Sabás Cervantes und im Mannschaftszeitfahren auf der Straße (mit Roberto Brito, Radamés Treviño und Adolfo Belmonte). Bei den Olympischen Sommerspielen des Folgejahres, die in seiner mexikanischen Heimat stattfanden, wurde er im Mannschaftszeitfahren über 100 Kilometer mit Adolfo Belmonte, Roberto Brito und Radamés Treviño Zehnter. 1969 gewann er die fünfte Etappe der Tour de l’Avenir und fuhr auf dem zweiten Teilstück der zehnten Etappe als Zweiter durchs Ziel. 1970 triumphierte er in der Gesamtwertung der Vuelta y Ruta de Mexico. Auch an den Olympischen Sommerspielen 1972 in München ging er an den Start und belegte den 25. Rang im Mannschaftszeitfahren.
Alcántara verstarb bei einem Unfall, den er erlitt, als er 1979 in seiner Funktion als Trainer des teilnehmenden mexikanischen Teams bei der Vuelta Ciclista in Kuba weilte. Das Begleitfahrzeug, in dem Alcántara gemeinsam mit dem Team-Masseur Francisco Huerta und dem Mechaniker Mario Herrera saß, hatte sich auf der Etappe von Camagüey nach Ciego de Ávila überschlagen. Dort erinnert heute eine Gedenkplakette an ihn. 2009 wurde dem Sieger dieser Rundfahrt der Premio Agustín Alcántara verliehen, da sich in diesem Jahr der Tod von Alcántara zum 30. Mal jährte.